# Методи обробки експертної інформації
Мéтоди обрóбки експéртної інформáції — сукупність методів для обробки отриманих результатів згідно методу експертних оцінок.

## Експертне ранжування
Рангом називається ступінь відмінності по якійсь ознаці, а ранжуванням — процес визначення рангів, відносних кількісних оцінок ступенів відмінностей за якісними ознаками (наприклад, розташування факторів у порядку їх суттєвості, значимості в даному дослідницькому контексті). Ранжування застосовується у випадках, коли неможлива або недоцільна безпосередня оцінка. При цьому "ранжування об'єктів містить лише інформацію про те, який з об'єктів кращий, і не містить інформацію про те, наскільки або у скільки разів один об'єкт переважає інший.

## Метод простого ранжування
Метод полягає в тому, що експерти розташовують об'єкти ранжування (наприклад, критерії) в порядку зниження їх значущості (для альтернатив це спадання переваги).

## Метод безпосередньої оцінки
Метод полягає у віднесенні оціненого об'єкта до певного значення за оціночною шкалою (в присвоєнні об'єкту оцінки балів в певному інтервалі). Наприклад, оцінка від 0 до 10 згідно із перевагою по якійсь ознаці або їх групі (наприклад, альтернативі — за перевагою, критерію — за значущістю, фактором зовнішнього середовища — по впливу, проблемі — за пріоритетністю рішення).
Для подальшої обробки отримані оцінки можуть бути пронормовані, тобто їх сума може бути приведена до одиниці шляхом ділення кожної оцінки на їх загальну суму. Для наочності і зручності обробки (здійснення вибору ОПР) оцінки можуть бути переведені в ранги. Максимальній оцінці при цьому відповідає найвищий ранг, тобто 1, а мінімальний — n(при n — кількості оцінених об'єктів).
При оцінці об'єкта за кількома параметрами (наприклад, при оцінці альтернатив за кількома критеріями) сумарна оцінка об'єкта проводиться наступним чином.
1. Експерти виносять судження про вагу параметрів (наприклад, про ваги критеріїв) і оцінки об'єкта згідно всіх параметрів (наприклад, оцінки альтернатив за критеріями).
2. Аналітики обробляють отримані оцінки. Обчислюють нормалізовану вагу параметрів (наприклад, критеріїв) за формулами середнього арифметичного, середнього геометричного або середньозваженого.

Потім комплексні оцінки нормалізують.

## Метод парних порівнянь
Метод полягає у визначенні переваг елементів, розташованих у лівому стовпчику, над елементами, розташованими у верхньому рядку. При цьому складається матриця, по рядках і стовпцях якої розташовують порівнювані об'єкти.